# Psalydolytta villosa
Psalydolytta villosa es una especie de coleóptero de la familia Meloidae.

## Distribución geográfica
Habita en Guinea (África)y en el Mediterráneo.